# 天使のレシピ (野川さくらの曲)
「天使のレシピ」（てんしのレシピ）は、野川さくらの5枚目のシングル。2002年3月27日にランティスから発売された。

## 概要
Xbox用ゲーム『ビストロ・きゅーぴっと』のOP&EDテーマ。本人にもゲーム中のミント・ハイビスカス役で出演する。

## 収録曲
1. 天使のレシピ
  - 作詞：本間志乃／作曲：平田健一
  - ゲーム『ビストロ・きゅーぴっと』オープニングテーマ
2. 時の翼
  - ゲーム『ビストロ・きゅーぴっと』エンディングテーマ
3. 天使のレシピ（Maxi ver.）
4. 天使のレシピ（off vocal）
5. 時の翼（off vocal）